# Стоколос польовий
Сто́колос польови́й, бромус польовий, стоколоса полева (Bromus arvensis L.), також відомий під народними назвами шмир, ди́рза (від лит. dirsė) — вид рослин родини тонконогових.

## Морфологія
Стебло заввишки до 1 м. Листки — лінійні, шириною 7-10 мм. Колоски ланцетні, довжиною 20-25 мм, в яких є від 5 до 25 квіток. Плід — зернівка. На одній рослині може утворитись до 5000 зернівок.

## Життєвий цикл
Рослина однорічна або дворічна. Цвіте з травня по липень.

## Поширення
Поширена як місцевий вид в Південній Європі та Південно-західній Азії. Як антропофіт — в Європі, Азії та Америці. В Україні поширений на Поліссі та в Лісостепу. Росте на полях, понад дорогами та канавами, в степовій зоні трапляється в зволожених місцях по долинах річок.

## Практичне використання
Насіння стоколоса збирали і готували киселі, каші, бовтанки, юшки.

## Галерея

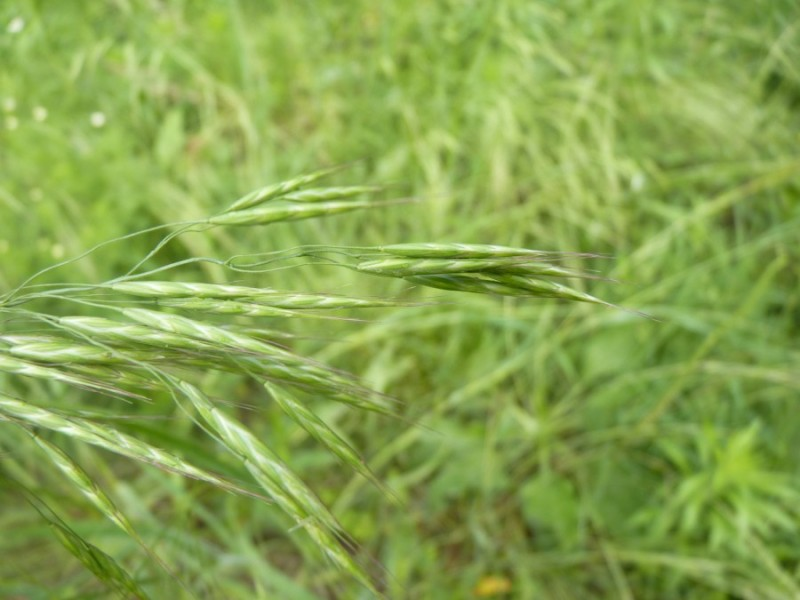
Зарості
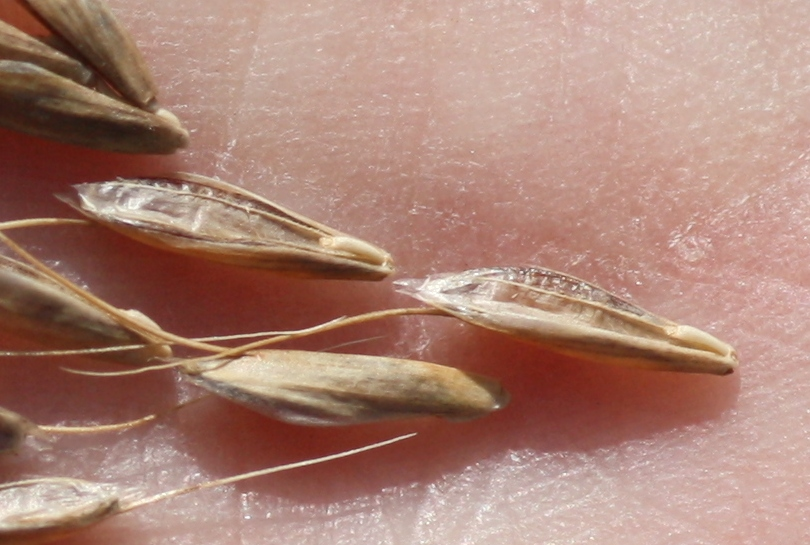
Насіння
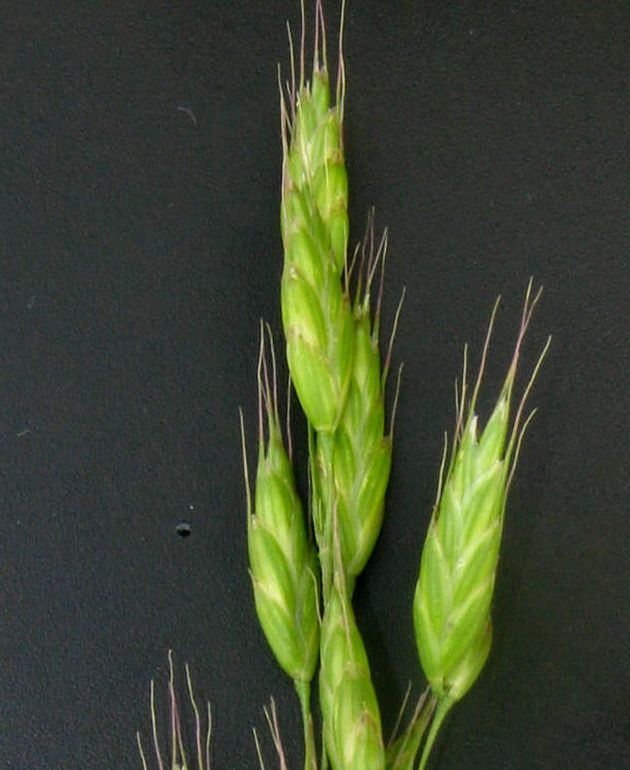
Частина волоті